# Ізогази
Ізогази (рос. изогазы, англ. isogases, нім. Isogasen f pl) — лінії, які з’єднують точки з однаковою газоносністю вугільного пласта.